# 信太謙三
信太 謙三（しだ けんぞう）はジャーナリスト、中国問題専門家。元東洋大学社会学部教授、元時事通信記者。中国語が堪能で、記者時代には、香港・北京・上海の各支局に勤めた。公益財団法人新聞通信調査会理事、元国立研究開発法人科学技術振興機構・中国総合研究交流センター主任調査員。

## 経歴
- 1948年：静岡県生まれ
- 1973年：早稲田大学第一文学部中国文学科卒業、時事通信社入社
- 1997年：1996年度ボーン・上田記念国際記者賞受賞
- 2004年：東洋大学社会学部メディアコミュニケーション学科教授
- 2015年：国立研究開発法人科学技術振興機構・中国総合研究交流センター主任調査員
- 2021年：公益財団法人新聞通信調査会理事（2013～21年評議員）

## 著書
- 1983年11月『胡耀邦』（日中出版）ISBN 4-8175-1115-X
- 1993年12月『中国・赤い資本主義の秘密』（時事通信社）ISBN 478879344X
- 1991年  2月『中国ウオッチング』（時事通信社）ISBN 4-7887-9101-3
- 1995年  7月『中国人とつきあう方法』（時事通信社）ISBN 4-7887-9517-5
- 1999年  7月『北京特派員』（平凡社 平凡社新書）ISBN 4-582-85012-X
- 2002年  3月『日本の常識は中国の非常識 上海ビジネスリポート』共著（時事通信社）ISBN 4-7887-0167-7
- 2003年  7月『中国ビジネス 光と闇』（平凡社 平凡社新書）ISBN 4-582-85191-6
- 2008年  5月『巨竜のかたち　甦る大中華の遺伝子』（時事通信社）ISBN 978-4-7887-0855-6
- 2015年  5月『扉はふたたび開かれる　検証・日中友好と創価学会』監修・編著（時事通信社）ISBN 978-4-7887-1410-6
- 2017年  3月『挑戦する世界の通信社』共著（新聞通信調査会）ISBN 978-4-907087-10-4
- 2017年  8月『天孫降臨』（花伝社）ISBN 978-4-7634-0826-6
- 2020年10月『証言　天安門事件を目撃した日本人たち』共著（ミネルヴァ書房）ISBN 978-4-623-08992-5
- 2022年 １月『新出雲国風土記ー山犬伝説』（花伝社）ISBN 978-4-7634-0995-9

## 漫画原作者として
上記著作『天孫降臨』は「本格的縄文エンタメ小説」として出版されたもので、2019年5月、KKベストセラーズから出版された歴史まんが『新日本縄文書紀』（竹姫 (漫画家)＝ちくひめ＝作）の原作となった。